# Sextuors à cordes de Boccherini
Pour les articles homonymes, voir Sextuor à cordes (homonymie).

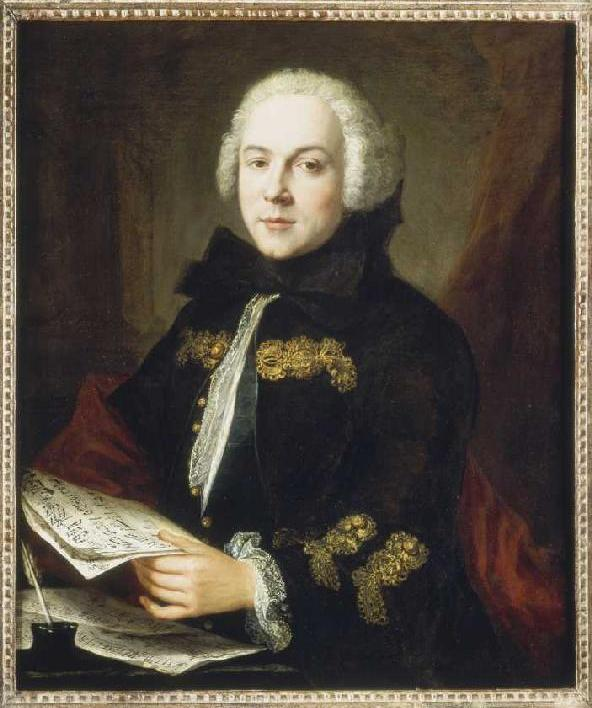
Portrait de Luigi Boccherini, 1764-68. Huile sur toile de Jean-Étienne Liotard. Collection privée, Budenheim, Allemagne.

Les sextuors à cordes de Luigi Boccherini se présentent sous la forme d'un recueil de 6 œuvres portant le numéro d'opus 23 attribué par le compositeur. Composés en 1776, ils sont écrits pour un effectif de 2 violons, 2 altos et 2 violoncelles.

## Sextuors à cordes par numéro d'opus

### Opus 23  (1776)
- Sextuor à cordes Op. 23 no 1 en mi bémol majeur (G.454)

1. Allegro molto
2. Larghetto
3. Minuetto-Trio 1-Trio 2-Trio 3

- Sextuor à cordes Op. 23 no 2 en si bémol majeur (G.455)

1. Allegro moderato
2. Andantino
3. Minuetto-Trio
4. Allegro vivo

- Sextuor à cordes Op. 23 no 3 en mi majeur (G.456)

1. Moderato assai
2. Allegro brillante
3. Minuetto-Trio
4. Finale. Presto

- Sextuor à cordes Op. 23 no 4 en fa mineur (G.457)

1. Allegro moderato
2. Minuetto con moto-Trio
3. Grave assai
4. Finale. Allegro ma non presto

- Sextuor à cordes Op. 23 no 5 en ré majeur (G.458)

1. Grave
2. Allegro brioso assai
3. Minuetto-Trio
4. Finale. Allegro vivo assai

- Sextuor à cordes Op. 23 no 6 en fa majeur (G.459)

1. Andantino grazioso
2. Allegro assai
3. Tempo di Minuetto-Trio
4. Finale. Prestissimo

## Discographie
- Sextuors à cordes, op. 23 nos 1, 3, 4, 6 [G.457, G.454, G.459, G.456] - Mayumi Seiler et Iris Juda (violons) ; Diemut Poppen et Werner Dickel (altos) ; Richard Lester, Howard Penny (violoncelles) Königsdorf (13-16 janvier 1992, Capriccio 10450) (OCLC 704919122) ;
- Sextuors à cordes, op. 23 nos 1, 2, 5 [G.454, G.455, G.458] - Ensemble 415, Chiara Banchini (mars 1993, Harmonia Mundi 901478) (OCLC 30498349).
- Trio.Quartet.Quintet. Sextet for strings, Ensemble Europa Galante, 2009, Virgin Classics LC7873.

### Partitions
| Œuvre      | Opus | Gérard  | Lien                                                                                     |
| ---------- | ---- | ------- | ---------------------------------------------------------------------------------------- |
| 6 sextuors | 23   | 454-459 | Ms. 1611 : « Manuscrit des sextuors opus 23 », sur Gallica (consulté le 21 octobre 2016) |